# Frans Persson
Frans Holger „Cirkus” Persson (Ystad, 1891. december 6. – Stockholm, 1976. január 7.) olimpiai bajnok svéd tornász.
Az 1920. évi nyári olimpiai játékokon indult tornában és a svéd rendszerű csapat összetettben aranyérmes lett.
Klubcsapata a Stockholms GF volt.